# گیلز فری (کنتیکت)

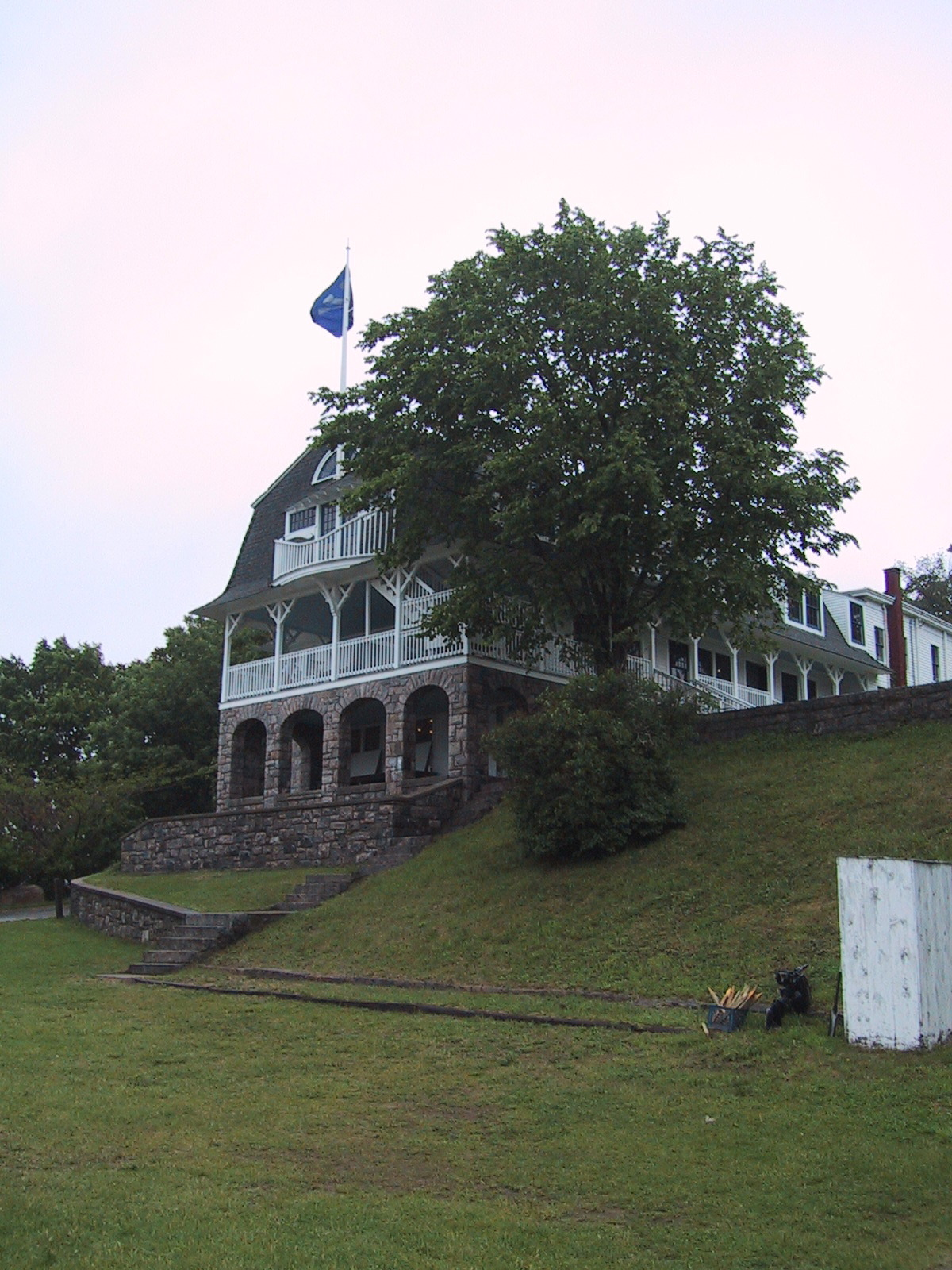
گیلز فری

گیلز فری (به انگلیسی: Gales Ferry) یک منطقهٔ مسکونی در ایالات متحده آمریکا است که در شهرستان نیو لندن، کنتیکت واقع شده‌است.